# Paizay-Naudouin-Embourie
Paizay-Naudouin-Embourie és un municipi francès situat al departament del Charente i a la regió de la Nova Aquitània. L'any 2007 tenia 403 habitants.

## Demografia

### Població
El 2007 la població de fet de Paizay-Naudouin-Embourie era de 403 persones. Hi havia 160 famílies de les quals 48 eren unipersonals (16 homes vivint sols i 32 dones vivint soles), 64 parelles sense fills, 32 parelles amb fills i 16 famílies monoparentals amb fills.
La població ha evolucionat segons el següent gràfic:
Habitants censats

### Habitatges
El 2007 hi havia 251 habitatges, 175 eren l'habitatge principal de la família, 55 eren segones residències i 21 estaven desocupats. 243 eren cases i 8 eren apartaments. Dels 175 habitatges principals, 149 estaven ocupats pels seus propietaris, 24 estaven llogats i ocupats pels llogaters i 2 estaven cedits a títol gratuït; 3 tenien una cambra, 10 en tenien dues, 23 en tenien tres, 35 en tenien quatre i 104 en tenien cinc o més. 125 habitatges disposaven pel capbaix d'una plaça de pàrquing. A 76 habitatges hi havia un automòbil i a 73 n'hi havia dos o més.

### Piràmide de població
La piràmide de població per edats i sexe el 2009 era:
| Homes | Edats   | Dones |
| ----- | ------- | ----- |
| 0     | 95 o +  | 0     |
| 4     | 90 a 94 | 4     |
| 4     | 85 a 89 | 4     |
| 4     | 80 a 84 | 0     |
| 12    | 75 a 79 | 16    |
| 16    | 70 a 74 | 28    |
| 16    | 65 a 69 | 12    |
| 12    | 60 a 64 | 16    |
| 8     | 55 a 59 | 0     |
| 8     | 50 a 54 | 20    |
| 16    | 45 a 49 | 8     |
| 24    | 40 a 44 | 24    |
| 20    | 35 a 39 | 4     |
| 12    | 30 a 34 | 16    |
| 12    | 25 a 29 | 8     |
| 4     | 20 a 24 | 12    |
| 8     | 15 a 19 | 28    |
| 12    | 10 a 14 | 8     |
| 16    | 5 a 9   | 16    |
| 8     | 0 a 4   | 12    |

## Economia
El 2007 la població en edat de treballar era de 227 persones, 145 eren actives i 82 eren inactives. De les 145 persones actives 124 estaven ocupades (75 homes i 49 dones) i 21 estaven aturades (4 homes i 17 dones). De les 82 persones inactives 46 estaven jubilades, 15 estaven estudiant i 21 estaven classificades com a «altres inactius».

### Ingressos
El 2009 a Paizay-Naudouin-Embourie hi havia 170 unitats fiscals que integraven 377,5 persones, la mediana anual d'ingressos fiscals per persona era de 13.889 €.

### Activitats econòmiques
Dels 17 establiments que hi havia el 2007, 1 era d'una empresa de fabricació d'altres productes industrials, 3 d'empreses de construcció, 4 d'empreses de comerç i reparació d'automòbils, 3 d'empreses d'hostatgeria i restauració, 2 d'empreses immobiliàries, 2 d'empreses de serveis i 2 d'empreses classificades com a «altres activitats de serveis».
Dels 6 establiments de servei als particulars que hi havia el 2009, 1 era un taller de reparació d'automòbils i de material agrícola, 2 paletes, 1 guixaire pintor i 2 restaurants.
L'any 2000 a Paizay-Naudouin-Embourie hi havia 36 explotacions agrícoles que ocupaven un total de 1.900 hectàrees.

## Equipaments sanitaris i escolars
El 2009 hi havia una escola elemental.

## Poblacions més properes
El següent diagrama mostra les poblacions més properes.